# Corynelia portoricensis
Corynelia portoricensis är en svampart som först beskrevs av Frank Lincoln Stevens, och fick sitt nu gällande namn av Harry Morton Fitzpatrick 1920. Corynelia portoricensis ingår i släktet Corynelia och familjen Coryneliaceae.   Inga underarter finns listade i Catalogue of Life.